# Система видобування, збирання і підготовки газу і газоконденсату

Рис. 1. Системи збору газу: а – лінійна; б —променева; в – кільцева; г —групова;
1 — свердловина; 2 – шлейфи; 3 —засувки відключаючі; 4 — газозбірний колектор; 5 — контур газоносності родовища; 6 — промислова газорозподільча станція (ПГРС); 7 – головні споруди; 8 — групові пункти збору газу (ГПЗГ); 9 — конденсатопровід; МГ —магістральний газопровід

Система видобування, збирання і підготовки газу і газоконденсату (англ. system of recovery and gathering as well as treatment of gas and gas-condensate; нім. Fördersammlung-, Erdgasvorbereitung- und Erdgaskondensatvorbereitungssystem n; Erdgas- und Gaskondensat-Förder-, Sammlung- und Vorbereitungssystem n) — комплекс споруд, устаткування і трубопроводів, які забезпечують відбирання газу із пласта і одержання товарної продукції.

## Загальний опис системи збору газу
Системи збору газу підрозділяють на централізовану і децентралізовану.
У випадку застосування централізованої системи підготовка видобувного газу і конденсату здійснюється на централізованому устаткуванні головних споруд (ГС) промислу, на майданчику яких, коли має місце падіння пластового тиску, споруджують дотискну компресорну станцію (ДКС), централізоване устаткування штучного холоду та інші об'єкти, а на шляху транспортування газу і газового конденсату від свердловини до головних споруд, якщо є потреба, то розміщають устаткування попередньої підготовки газу (УППГ), які призначені, як правило, для скидання пластової води. У випадку децентралізованої системи підготовку видобувного газу і газового конденсату проводять на декількох устаткуваннях комплексної підготовки газу (УКПГ), які розміщують на площі родовища. Свердловини можуть бути підключені до УППГ, УКПГ, ГС індивідуальним, груповим (кущовим) і колекторним способами. Газ, газовий конденсат і пластову воду від свердловин до УППГ чи УКПГ транспортують разом, а від УППГ до ГС і від УКПГ і ГС до споживача, як правило, — окремо. У випадку постачання газу і газового конденсату на газопереробний завод доцільнішим є високонапірне спільне транспортування продукції. Обв'язку гирла свердловин проектують у відповідності з типовими схемами обв'язування. Обов'язкові трубопроводи чи шлейфи газових свердловин відносять до категорії В згідно з БНіП «Магістральні трубопроводи. Норми проектування».
Обв'язування експлуатаційних свердловин повинно забезпечувати: — можливість відбору газу по насосно-компресорних трубах і по затрубному простору; — зниження тиску до рроб 16 МПа, крім спеціальних випадків, що обумовлені в завданні на проектування; — редукування газу і автоматичне відсікання його, якщо тиск є вищим робочого, але не вище 16 МПа; автоматичне відключення свердловин у випадку розривання шлейфу чи збільшення тиску вище робочого; вимірювання температури, тиску і, за можливості, дебіту; — встановлення запобіжних клапанів, якщо шлейфи розраховані на тиск, нижчий статичного; — відведення газу на факел під час продування свердловини, шлейфу або коли спрацьовують запобіжні клапани; — можливість проведення промислових технологічних операцій на свердловинах (освоєння і глушіння свердловин, роботи з інтенсифікації припливу газу і попередження чи ліквідації ускладнень у ході експлуатації свердловин) і проведення досліджень свердловин (гідродинамічних і промислово-геофізичних) тощо.

#### Вибір конфігурації системи збору природного газу
Конфігурація системи збору вибирається виходячи з наступного:
1) безперебійної подачі газу в магістральний газопровід;
2) маневреності;
3) зручності обслуговування газозбірної мережі;
4) мінімальних витрат на її спорудження та експлуатацію.
Кільцева система збору газу більш маневрена, так як при аварії на
будь-якій ділянці цієї системи перекриттям відключаючих засувок можна
забезпечити безперебійну роботу всієї газозбірної мережі. Інші системи
збору газу цієї умови не задовольняють.
Проте з точки зору зручності обслуговування свердловин, сепараторів
та застосування засобів автоматики групова система збору більш
прийнятна. При цьому застосовують шлейфи високого тиску і порівняно
малого діаметра (100—150 мм).
Для багатопластових родовищ, пласти яких мають різні пластові тиски, часто застосовують роздільний збір газу по різних газозбірних мережах.

## Підготовка газу і конденсату на промислах
Див. також Осушування газів, Адсорбційне очищення газу, Абсорбційне очищення газу, Абсорбційне осушування газу, Низькотемпературна сепарація, Низькотемпературна абсорбція
Вибір способу підготовки газу і газового конденсату до транспортування визначається рядом факторів: — технічними вимогами на постачання газу в газопроводи (відповідно до ОСТ 51.40-83); — технічними вимогами на постачання стабільного газового конденсату споживачеві (відповідності до ОСТ 51.65-80); — складом газу і наявністю в ньому важких вуглеводнів, сірководню, вуглекислого газу тощо; — тиском, температурою газу та дебітом на гирлі свердловин і їх перебігом в часі за роками розробки родовища; — кліматичними і ґрунтовими умовами в районі родовища, промислових збірних мереж і трас газопроводів та конденсатопроводів.
Підготовку газу до транспортування здійснюють за такими типовими технологіями: 
- абсорбційне осушування газу;
- адсорбційне осушування газу;
- абсорбційне осушування газу і газового конденсату;
- низькотемпературна сепарація з масовою інжекцією 70-80 % гліколю як інгібітора гідратоутворення;
- низькотемпературна абсорбція.

На газових родовищах в усіх кліматичних зонах для підготовки газу рекомендується абсорбційний спосіб осушування газу висококонцентрованими водними розчинами гліколів (ДЕГ, ТЕГ). Інші технології підготовки газу на газових родовищах (напр., адсорбційне осушування чи очищення газу від механічних домішок і вологи) використовують після відповідного техніко-економічного обґрунтування. На газоконденсатних родовищах для підготовки газу рекомендується низькотемпературна сепарація із застосуванням дросель-ефекту для одержання холоду на початковій стадії експлуатації родовища і холодильних аґреґатів на етапі спадного видобутку. Інші технології підготовки газу на газоконденсатних родовищах (напр., абсорбційне осушування газу та газового конденсату, звичайна чи низькотемпературна абсорбція, сепарація від крапельної рідини) використовують після відповідного техніко-економічного обґрунтування. Підготовку газового конденсату до транспортування здійснюють за такими типовими технологіями: дебутанізація газового конденсату з одержанням стабільного газового конденсату С5+; деетанізація газового конденсату з одержанням газового конденсату С3+. На устаткуваннях підготовки конденсату до транспортування поряд з одержанням газового конденсату може передбачатися одержання скраплених газів. Інші технології підготовки конденсату (напр., ступінчаста дегазація конденсату в сепараторі чи збирання і транспортування нестабільного конденсату) повинні обґрунтовуватися техніко-економічними розрахунками.
Якщо видобувний газ, який містить сірководень і близько від промислу знаходиться газопереробний завод, то підготовка газу і газового конденсату на газовому промислі обмежена технологіями їх збирання і транспортування до ГПЗ, попередження гідратоутворення і корозії, запобігання соле-, парафіно- і сірковідкладень, що також обґрунтовується техніко-економічними розрахунками.

## Структурна схема газового промислу
Структурна схема газового промислу включає три комплекси:
1) основного виробничого призначення;
2) допоміжного виробничого призначення;
3) невиробничого призначення.
Необхідну кількість і резерв технологічного обладнання приймають диференційовано по технологічних устаткуваннях з урахуванням можливості вирівнювання сезонної нерівномірності роботи газопроводу, проведення планових ремонтів і ліквідації можливих аварійних ситуацій. На УППГ, УКПГ і ГС автоматизованого блочно-модульного промислу число модулів збирання газу чи арматурних блоків, що входять у нього, визначають ділення максимальної кількості шлейфів свердловин, які підключаються до УППГ, УКПГ і ГС, на число шлейфів свердловин, які підключені до модуля. До однієї УППГ, УКПГ і ГС підключають не більше 8 модулів і в кожному модулі по 5-6 шлейфів свердловин. Для вимірювання продукції свердловини на УППГ чи УКПГ передбачають (якщо це питання не вирішене при проектуванні обв'язки гирла свердловин) вимірні газосепаратори (на кожні 10-12 свердловин по одному вимірному газосепаратору). Устаткування підготовки газу включають від 2 до 6 технологічних ліній, з яких одна резервна. Добова середня продуктивність устаткування підготовки газу визначається діленням річного видобутку на 365 діб. Число робочих модулів устаткування підготовки газу знаходять діленням середньої добової продуктивності устаткування на продуктивність одного модуля, а до робочих модулів додають один резервний. Якщо з розрахунку одержують більше п'яти модулів, то приймають два чи три устаткування підготовки газу, в кожну з яких повинно входити не більше п'яти робочих і один резервний модуль. Число робочих модулів устаткувань підготовки конденсату приймають від 1 до 3 (без резерву) і розраховують шляхом ділення добового видобутку конденсату на добову продуктивність одного модуля. Продуктивність устаткування підготовки конденсату визначають множенням максимального видобутку на коефіцієнт запасу 1,2. Число резервних машин на ДКС визначають у відповідності з ВСН 51-2-79. У ході проектування устаткування і обладнання об'єктів видобування, збирання і підготовки газу та газового конденсату на весь період розробки родовищ повинні враховуватися вимоги щодо резервування продуктивності обладнання у зв'язку з падінням пластового тиску.
Розрахункову продуктивність технологічного обладнання устаткувань промислової підготовки газу, яка забезпечує стабільність технологічного режиму їх роботи на весь період розробки родовища з урахуванням цього рівняння, знаходять за виразом: Qрозр = n Q, де Q — номінальна паспортна продуктивність обладнання, устаткувань, блоків, модулів, технологічних ліній автоматизованого блочно-модульного промислу.